# 州 (捷克)
州是捷克的一級行政區劃，於2000年根據《關於建立高等地區自治單位的憲法》創建。目前捷克全國分為13州和布拉格直轄市（hlavní město）。州下轄縣（okres，或譯作“區”）。

## 沿革
現行捷克行政區的基礎可追溯於波希米亞國王普热米斯尔·奥托卡二世在13世紀中葉創建的12個捷克地區，至1714年，波希米亞有14個地區，後來又減少到12個地區。捷克斯洛伐克甫成立時，其行政區劃便以其為基礎進行調整。
1960年，捷克斯洛伐克依據《國家領土劃分法》在首都布拉格以外的設立了10個州，其中7個在捷克，波希米亞地區分為東西南北中5州，摩拉維亞地區分為南北2州。其對應的機構州國家委員會於同年成立，但在1990年被廢除。
捷克共和國自1993年1月1日獨立後，捷克地區大致沿用原先的行政區劃。2000年1月1日起，根據《關於設立高等自治體的憲法》，正式施行的新的行政區劃，全國依照波西米亞、摩拉維亞和西里西亞三個傳統地區分為13州，其行政區界線大致與1948至1960年的劃分相同。
自2000年行政區劃改革以來，捷克共和國內兩種不同的地區制度並存了好幾年；2021年1月1日，《國家領土行政區劃法》明確廢除了舊的行政區域（但未影響地方法院和地方檢察官辦公室）。

### 1960至2000年的州列表

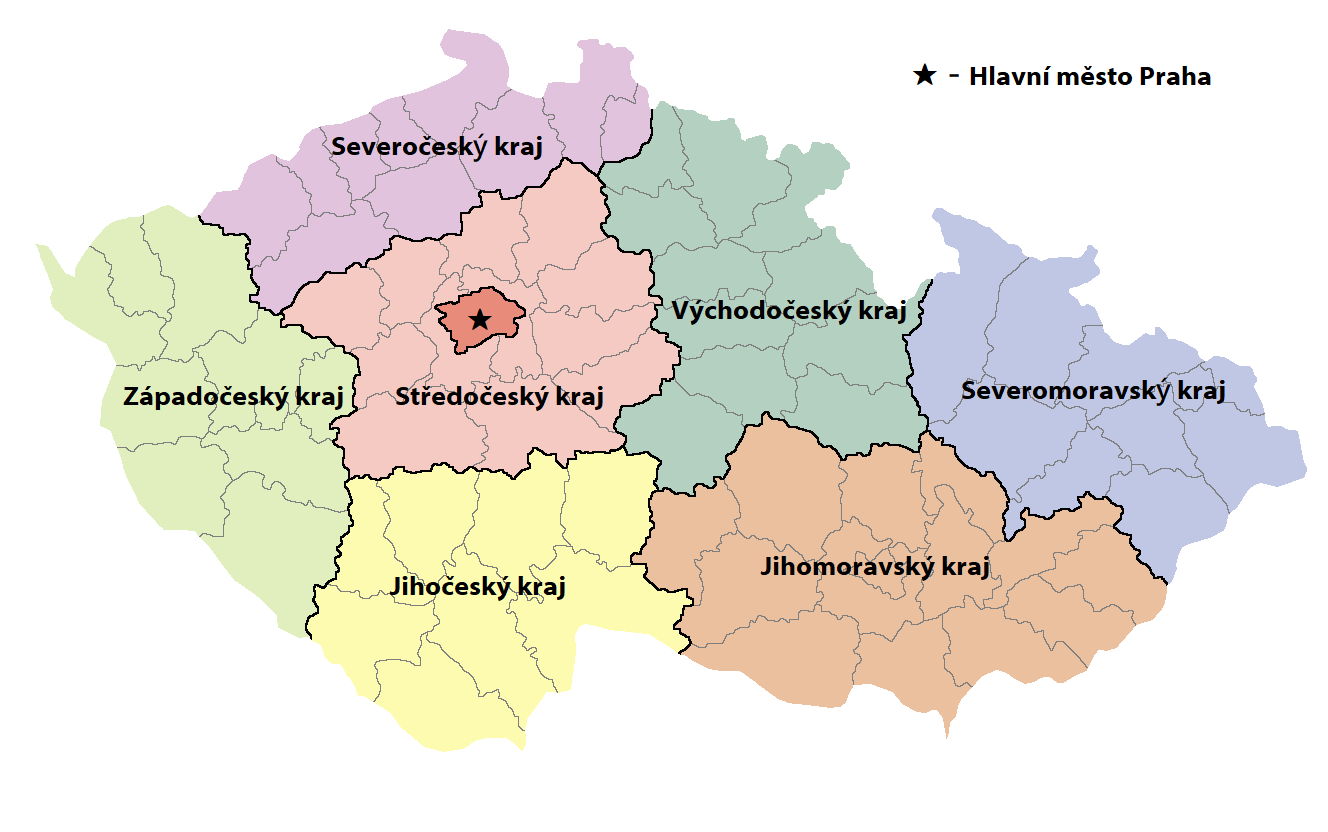
捷克行政區劃圖（1960至2000年）

1. 布拉格直轄市（Hlavní město Praha）
2. 中波希米亚州（Středočeský kraj），州府布拉格
3. 南波希米亞州（Jihočeský kraj），州府捷克布傑約維采
4. 西波希米亞州（Západočeský kraj），州府比尔森
5. 北波希米亞州（Severočeský kraj），州府拉貝河畔烏斯季
6. 東波希米亞州（Východočeský kraj），州府赫拉德茨-克拉洛韋
7. 南摩拉維亞州（Jihomoravský kraj），州府布爾諾
8. 北摩拉維亞州 （Severomoravský kraj），州府俄斯特拉發

## 权责
州的权力和职责包括：
- 设立中学
- 对医院和社会设施负责
- 修建和维护第二级和第三级的道路
- 组织综合运输系统
- 订购市镇之间的公交系统
- 保护自然环境
- 在NUTS-2地区内合作分配欧盟资金
- 执行整合救援系统内的任务
- 有权向众议院提出法律提案以及向宪法法院（英语：Constitutional Court of the Czech Republic）提交申诉

## 現況
| 車輛號牌 | 州                  | 捷克語名稱         | 州府              | 人口 (2011) | 面積 (km²) | 人口密度 (/km²) | 位置圖 |
| -------- | ------------------- | ------------------ | ----------------- | ----------- | ---------- | --------------- | ------ |
| A        | 布拉格              | Hlavní město Praha | 布拉格            | 1,272,690   | 496.10     | 2,360           |        |
| S        | 中捷克州            | Středočeský        | 布拉格            | 1,274,633   | 11,014.97  | 104             |        |
| C        | 南捷克州            | Jihočeský          | 捷克布杰约维采    | 637,460     | 10,056.79  | 62              |        |
| J        | 维索奇纳州          | Vysočina           | 伊赫拉瓦          | 512,727     | 6,795.56   | 75              |        |
| P        | 比尔森州            | Plzeňský           | 比尔森            | 574,694     | 7,560.93   | 73              |        |
| K        | 卡罗维发利州        | Karlovarský        | 卡罗维发利        | 310,245     | 3,314.46   | 92              |        |
| U        | 烏斯季州            | Ústecký            | 拉贝河畔乌斯季    | 830,371     | 5,334.52   | 154             |        |
| L        | 利贝雷茨州          | Liberecký          | 利贝雷茨          | 439,262     | 3,162.93   | 135             |        |
| H        | 赫拉德茨-克拉洛韦州 | Královéhradecký    | 赫拉德茨-克拉洛韦 | 555,683     | 4,758.54   | 115             |        |
| E        | 帕尔杜比采州        | Pardubický         | 帕尔杜比采        | 505,285     | 4,519      | 112             |        |
| M        | 奥洛穆茨州          | Olomoucký          | 奧洛穆茨          | 639,946     | 5,266.57   | 123             |        |
| T        | 摩拉維亞-西里西亞州 | Moravskoslezský    | 俄斯特拉发        | 1,236,028   | 5,426.83   | 227             |        |
| B        | 南摩拉维亚州        | Jihomoravský       | 布爾諾            | 1,169,788   | 7,194.56   | 159             |        |
| Z        | 兹林州              | Zlínský            | 兹林              | 590,459     | 3,963.55   | 149             |        |